# مايك لاك (لاعب كرة قدم)
مايك لاك (بالإنجليزية: Mike Lake)‏ هو لاعب كرة قدم بريطاني، ولد في 16 نوفمبر 1966. لعب مع ماكليسفيلد تاون ونادي ريكسهام.

## وصلات خارجية
- مايك لاك على موقع قاعدة بيانات كرة القدم.إي يو (الإنجليزية)
- مايك لاك على موقع Soccerbase.com (لاعب) (الإنجليزية)
- مايك لاك على موقع عالم كرة القدم.نت (الإنجليزية)